# Osmolaridad
La osmolaridad es la medida para expresar la concentración total (medida en osmoles/litro) de sustancias en disoluciones usadas en medicina. El prefijo "osmo-" indica la posible variación de la presión osmótica en las células, que se producirá al introducir la disolución en el organismo. En la osmolalidad (véase que es diferente a osmolaridad), la concentración queda expresada como osmoles por kilogramo de agua, referentes también a algunas sustancias específicas.
La concentración osmótica, normalmente conocida como osmolaridad, es la medición de la concentración de solutos, definida como el número de osmoles (Osm) de un soluto por litro  (L) de solución (osmol/ L or Osm/L). La osmolaridad de una solución esta usualmente expresada en Osm/L (pronunciado Osmolar), de la misma manera que la molaridad de una solución está expresada como "M" (pronunciado Molar"). Mientras que la molaridad mide el número de moles de un soluto por unidad de volumen de una solución; la osmolaridad mide el número de osmoles de soluto participantes por unidad de volumen de una solución.

## Ejemplos
La osmolaridad normal de los fluidos corporales por litro de solución,  es similar a una solución al 0,9% de NaCl.
Una solución o disolución de NaCl 0,1 M daría 0,1 moles de Na+ y 0,1 moles de Cl– por litro, siendo su osmolaridad 0,2. Si esa disolución se inyecta a un paciente sus células absorberían agua hasta que se alcanzase el equilibrio, provocando una variación en la presión sanguínea.
Osmolaridad sanguínea (mOsm/L) = 2 Na+  + k + Glucemia (mg/dL)/18 + BUN (mg/dl)/2,8